# 須戸敏之
須戸 敏之（すど としゆき）は、主にゲームミュージックを手掛ける日本の作曲家。学生時代に任天堂が実施していた「任天堂ゲームセミナー2003」を受講し、2004年に任天堂へ入社した。

## 作品
- 2004年
  - 大合奏!バンドブラザーズ（中塚章人・濱野美奈子・田島賢と共同）
  - 直感ヒトフデ（サウンドサポート）
- 2005年 - 通勤ヒトフデ
- 2006年
  - 瞬感パズループ
  - しゃべる!DSお料理ナビ[3]
  - DIGIDRIVE（bit Generations版）
- 2008年
  - 大乱闘スマッシュブラザーズX（一部の楽曲の編曲）
  - DS美文字トレーニング
  - 大合奏!バンドブラザーズDX（作曲および編曲、伊藤明日香・井上萌・田島賢・濱野美奈子と共同）
  - 世界のごはん しゃべる!DSお料理ナビ
- 2009年 - DIGIDRIVE（Art Style版）
- 2010年 - スターシップディフェンダー
- 2011年
  - Wiiリモコンプラス バラエティ（松岡大祐・CHAMY.伊師・他多数と共同）
  - ひらり 桜侍（松岡大祐と共同）
- 2012年 - わがままファッション GIRLS MODE よくばり宣言!（伊藤明日香・椎葉大翼と共同）
- 2013年 - 任天童子（田島賢と共同）
- ファミコンリミックスシリーズ[3]
  - 2013年 - ファミコンリミックス
  - 2014年
    - ファミコンリミックス2
    - ファミコンリミックス1+2

  - 2015年 - ファミコンリミックス ベストチョイス
- 2014年 - 大乱闘スマッシュブラザーズ for Wii U（一部の楽曲の編曲）
- 2015年
  - GIRLS MODE 3 キラキラ☆コーデ（高橋優海・田島賢・松岡大祐と共同）
  - リアル脱出ゲーム×ニンテンドー3DS 超破壊計画からの脱出[3]
- 2016年 - Miitopia（後田信二・高橋優海・井上萌と共同）
- 2022年 - スプラトゥーン3（サウンドディレクターおよび作曲[4]）